# David Preiss
David Preiss (Tchecoslováquia, 21 de janeiro de 1947) é um matemático inglês nascido na Tchecoslováquia.
David Preiss estudou a partir de 1965 na Universidade Carolina, onde obteve o doutorado em 1970, orientado por Ladislav Mišík. Até 1990 foi professor da Universidade Carolina, sendo depois professor da University College London (Astor Professor of Pure Mathematics).
David Preiss é atualmente professor de matemática da Universidade de Warwick. Recebeu em 2008 o Prêmio Pólya, por seu resultado de 1987 sobre "Geometria das Medidas" (Geometry of Measures), onde resolveu os problemas remanescentes da estrutura teórica geométrica de conjuntos e medidas em espaço euclidiano. Recebeu o Prêmio Ostrowski de 2011. Preiss tem número de Erdős 1.
Em 2010 foi palestrante convidado do Congresso Internacional de Matemáticos, em Hyderabad (Differentiability of Lipschitz functions, structure of null sets and other problems, com Marianna Csörnyei e Giovanni Alberti).
É editor associado do periódico matemático Real Analysis Exchange.